# 異鱲
異鱲（學名：Parazacco spilurus），俗名斑尾赤梢鱼，輻鰭魚綱鯉形目鯝科魚類，而海南異鱲（異名Parazacco spilurus fasciatus）被認為是異鱲的亞種。

## 分佈
異鱲現分佈在香港、廣東南部河流、福建九龍江、漳河水系以及海南島，亦可發現於越南北部。多棲息於在水質清澈及高溶氧量的淡水溪流。该物种的模式产地在香港内地山区。

## 特徵
本魚體細長且側扁，口向下傾斜，側線完全，背鰭短，位於腹鰭起點後方，腹鰭基部至肛門有腹棱，雄魚臀鰭較雌魚長，尾鰭叉形，體側自鰓孔到尾鰭基部有1條墨綠色縱帶，尾鰭基部有1黑斑，背部淺褐色，腹部銀白色，臀鰭與腹鰭橙黃色，雄魚在身體側邊上有些許紅褐色與不規則的區域，體長可達13.4公分。

## 繁衍情況
棲息在河川底中層水域，在中國大陸，由於河流興建水壩，以及山溪毒魚、炸魚、電魚等嚴重情況，使異鱲數量不斷減少，面臨絕種。
在香港，異鱲數量較多，是許多清澈溪流的優勢魚種。香港魚類學會亦以異鱲圖案作為標誌樣式。

## 評估
現被列入《中國瀕危動物紅皮書》易危級別，於IUCN紅皮書內未評估。